# Software Technology Parks of India
Pour les articles homonymes, voir STP.
Software Technology Parks of India (STPI) est une agence étatique indienne créée en 1990 par le ministère indien de la communication et des technologies de l'information dans le but d'encourager le développement des sciences de l'information notamment en termes d'exportation. Son siège est situé à New Delhi, mais elle possède des implantations dans de nombreuses villes indiennes, dont Lucknow, Kakinada, Sriperumbudur.